# Emmanuel Bocher
Pour les articles homonymes, voir Bocher.
Emmanuel Bocher né à Paris le 10 janvier 1835 et mort dans la même ville le 10 octobre 1919 est un officier subalterne, historien de l'art, éditeur et peintre français.

## Biographie
Emmanuel Bocher est le fils de l'homme politique Édouard Bocher et d'Aline de Laborde. Marié à Marie Pajol, fille du général Charles Pierre Victor Pajol, il est le beau-père du baron Armand Moreau de La Rochette et de Charles Baudon de Mony.
Saint-cyrien et militaire de carrière, il est capitaine d'état-major sous le Second Empire et est nommé chevalier de la Légion d'honneur en 1869.
Il est un ami de Sarah Bernhardt, qui le cite dans son autobiographie Ma double vie, relatant un épisode de la guerre franco-allemande de 1870 lorsqu'un soldat allemand se met à lui parler.
Il est élève du peintre Édouard Detaille et expose pour la première fois au Salon de 1873 où il envoie une aquarelle titrée Intérieur d'atelier.
Spécialisé dans l'étude de la gravure, Emmanuel Bocher est surtout connu pour avoir participé à l'édition de l’œuvre complète de Paul Gavarni en 1873.
Il meurt à son domicile dans le 7e arrondissement de Paris le 10 octobre 1919.

## Œuvres

### Ouvrage
- L’œuvre de Gavarni. Lithographies originales et essais d'eau-forte et de procédés nouveaux : catalogue raisonné, avec Marie-Joseph-François Mahérault, Paris, Librairie des Bibliophiles, 1873 (en ligne sur archive.org).
- Les gravures françaises du XVIIIe siècle, ou Catalogue raisonné des estampes, pièces en couleur, au bistre et au lavis, de 1700 à 1800, Paris, Librairie des Bibliophiles, 1876 (en ligne sur Gallica).

### Édition
- Oraison funèbre du Grand Condé, 1879.
- J.-B. P. de Molière [P. Corneille, Quinault et Lulli]. Psyché, tragédie-ballet… publiée sous la direction de M. Ém. Boche, 1880.
- La Suite des Œuvres poétiques de Vatel, reproduite en fac-similé d'après le manuscrit original par les soins de la Société des bibliophiles françois, [éditée par Emmanuel Bocher et François-Gustave-Adolphe Guyot de Villeneuve], 1881.

## Salons
- Salon[note 1] de 1873 : Intérieur d'atelier, aquarelle[4].
- Salon de 1879 : Porte de Fontarabie (Espagne), aquarelle[6].